# リンチバーグ・ヒルキャッツ
リンチバーグ・ヒルキャッツ（Lynchburg Hillcats）は、アメリカ合衆国バージニア州リンチバーグに本拠地をおくマイナーリーグ・カロライナ・リーグ所属の野球チームである。MLB・クリーブランド・ガーディアンズ傘下チームとして活動している。

## 歴史
2014年9月17日にクリーブランド・インディアンスと4年契約を結んだ。